# 鄭一嫂
鄭一嫂（1775年—1844年）:64，原名石陽，乳名香姑，又稱鄭石氏，女，广东人，清朝海盜。鄭一嫂本是妓女:65，可能是蜑家出身，嫁給鄭一後成為海盜，世人遂稱她為「鄭一嫂」。鄭一死後改嫁其義子張保仔，並接掌亡夫留下的紅旗幫海盜集團。她在西方得到的關注比在中國多。

## 早年生涯
鄭一嫂本名叫石香姑，1775年出生於廣東省。她原本是在一個廣州市的小型妓院的廣府人，但後來被海盜擄走。在1801年，她嫁給海盜鄭一，因此以「鄭一嫂」之名流傳後世。

## 嫁給鄭一
鄭一來自一個成功的海盜家族，其從事海盜活動的紀錄最早可追溯至十八世紀中葉，繼承族兄鄭七的事業後開始成為海盜。在娶了石陽這位「全然投入丈夫海盜事業」:71的妻子之後，鄭一利用其武裝力量及家族威望，恩威並施下使原本與他互相競爭的廣東海盜們締結統一聯盟。到了1804年，此聯盟已成為全中國最強大海盜艦隊，人稱「紅旗幫」:71。

## 取得領導地位
1807年11月16日，鄭一在越南過世。鄭一嫂馬上開始爭取他原本的領導地位。她開始培養自己的個人關係來讓原本敵對的海盜們認同其社會地位、穩固其威望。為了要避免與對手開始公開的鬥爭，她開始尋求其丈夫家族中最有力量的成員之支持：鄭一的姪子。

## 接受招安
嘉慶十五年（1810年）四月，鄭一嫂赴广州市與兩廣總督百齡談判，協議接受招安，並將艦隊集合於香山縣外海芙蓉沙。四月二十日（1810年5月22日），百齡赴芙蓉沙接受張保仔、鄭一嫂投降，共計海盜婦孺17,318人、船226艘、砲1,315尊、兵器2,798件。
晚年的鄭一嫂居於澳門，開設賭場及販賣食鹽。鴉片戰爭期間她還曾給清廷作过参謀。1844年病逝於葡屬澳門，終年69歲。

## 后代
鄭一嫂與鄭一有子鄭英石（1803年生）、鄭雄石（1807年生）；與張保仔有子張玉麟和一女。:64

## 改編

### 影視作品

#### 电视剧
- 香港亞洲電視電視劇《張保仔》，由苗可秀飾鄭一嫂（石蘭）
- 香港電視廣播有限公司電視劇《張保仔》，由邵美琪飾鄭一嫂（石嬌）

#### 电影
- 在電影《加勒比海盗3：世界的尽头》，一個中國女海盜王清夫人（Mistress Ching）的角色（由Takayo Fischer飾演[10]）是以鄭一嫂作為原型[9][11]。
- 《女海盜：成名之路》（Madame Pirate : Becoming A Legend），由姚以緹饰演郑一嫂。

### 小説
香港著名漫畫家方南理（Larry Feign）在2021年出版的傳記小説The Flower Boat Girl，就以鄭一嫂的生平改編。
阿根廷作家博尔赫斯的短篇小说集《恶棍列传》，里面有一篇以鄭一嫂为主角：《女海盗金寡妇》（La viuda Ching, pirata）。